# SHAKE IT PARADISE
『SHAKE IT PARADISE』（シェイク・イット・パラダイス）は、久保田利伸の1枚目のアルバム。
1986年9月10日にCBS・ソニーから発売された。
（LP：28AH-2054、CD：32DH-453、CT：28KH-1882）
1989年10月8日にCDが再発売された（CSCL-1002）。

## 概要
久保田のデビューアルバムで、メジャーデビュー前の1985年に久保田自身の趣味で制作し、関係者のみに配布されたデモテープ「すごいぞ!テープ」A面から数曲が同作に再アレンジの後、収録。久保田は駒澤大学卒業後、メジャーデビュー前の1985年から作曲家や音楽プロデューサーとして音楽活動を行っている。
11曲目「For You〜伝えきれなくて」は、歌詞カードには存在するが、ジャケットには未掲載。
デビュー・シングル「失意のダウンタウン」は、当アルバム先行シングル曲。表記は無いがシングル・バージョンと微妙にアレンジが異なる。本作は久保田の1989年以前の初期アルバムで唯一シングル曲が収録されたアルバム。同曲のカップリング曲「せめてGood Time 今夜だけ」は未収録となっており、久保田の楽曲の中では唯一のアルバム未収録曲。
「流星のサドル」「Missing」は、シングル・カットされていないが、ファンや業界からの評価が高く、「the BADDEST」等のベストアルバムにも収録。ラジオ・プロモーション用に、両曲のシングルが存在する。

## 収録曲
| 全作曲: 久保田利伸（※特記以外）。 |                                                    |            |                         |             |      |
| #                                 | タイトル                                           | 作詞       | 作曲・編曲              | 編曲        | 時間 |
| 1.                                | 「流星のサドル」                                   | 川村真澄   | 久保田利伸（※特記以外） | 武部聡志    | 4:13 |
| 2.                                | 「Olympicは火の車」(※作曲: 久保田利伸・羽田一郎)   | 久保田利伸 | 久保田利伸（※特記以外） | 杉山卓夫    | 4:18 |
| 3.                                | 「Shake It Paradise」(※作曲: 久保田利伸・羽田一郎) | 久保田利伸 | 久保田利伸（※特記以外） | KUBOTA BAND | 3:54 |
| 4.                                | 「Missing」                                        | 久保田利伸 | 久保田利伸（※特記以外） | 杉山卓夫    | 4:23 |
| 5.                                | 「失意のダウンタウン」                             | 川村真澄   | 久保田利伸（※特記以外） | 中村哲      | 4:34 |
| 6.                                | 「To The Party」(※作曲: 久保田利伸・羽田一郎)      | 川村真澄   | 久保田利伸（※特記以外） | 杉山卓夫    | 4:30 |
| 7.                                | 「もうひとりの君を残して」                         | 川村真澄   | 久保田利伸（※特記以外） | 杉山卓夫    | 5:12 |
| 8.                                | 「Somebody's Sorrow」                              | 川村真澄   | 久保田利伸（※特記以外） | 杉山卓夫    | 4:38 |
| 9.                                | 「Dedicate (to M・E)」                             | 久保田利伸 | 久保田利伸（※特記以外） | 武部聡志    | 5:09 |
| 10.                               | 「Insideカーニバル」(※作曲: 久保田利伸・羽田一郎)  | 川村真澄   | 久保田利伸（※特記以外） | 中村哲      | 4:20 |
| 11.                               | 「For You〜伝えきれなくて」                        | 川村真澄   | 久保田利伸（※特記以外） | 杉山卓夫    | 1:45 |
| 合計時間:                         | 合計時間:                                          | 合計時間:  | 合計時間:               | 46:56       |      |

## タイアップ
| 楽曲         | タイアップ                          |
| ------------ | ----------------------------------- |
| 流星のサドル | ブリヂストン「INTER CITY」CMソング  |
| Missing      | TBS系『噂的達人』エンディングテーマ |

## 参加ミュージシャン
- ベース：中村キタロー
- ドラムス：江口信夫
- エレクトリックギター：羽田一郎、鳥山雄司（#1,9）
- パーカッション：木村誠（#1,9）、浜口茂外也（#5,10）
- ピアノ：杉山卓夫
- サックスフォン：中村哲（#5,10）
- ストリングス：日色ストリングス
- シンセサイザー：中村哲（#5,10）、武部聡志（#1,9）、杉山卓夫
- コーラス：久保田利伸、AMAZONS（#3,6,8,9）